# Union Luxembourg
Maillots
L' Union Luxembourg était un club Luxembourgeois de football basé à Luxembourg-Gare, fondé en 1925 et disparu en 2005.

## Histoire
Le club est fondé en 1925 à la suite de la fusion de l'US Hollerich Bonnevoie et de l'JS Verlorenkost pour former l'Union Sportive Luxembourg. Dès 1927, Union Luxembourg obtient son premier titre de champion. Son nom est conservé jusqu'à la Seconde Guerre mondiale. Le régime nazi change alors le nom en allemand Verein für Rasenspiele 08 Luxemburg et le club joue dans la Gauliga Moselle. Après la libération du Luxembourg, l'Union Luxembourg peut reprendre son nom originel.
Mais depuis la victoire en Coupe du Luxembourg de 1996, l'Union n'a plus rien gagné.
À la fin de la saison 2004-2005, l'Union est relégué en Promotion d'Honneur (D2) va entraîner la création d'une nouvelle entité, fruit de la fusion de trois clubs de la ville : les deux relégués, le Spora Luxembourg et l'Union Luxembourg ainsi que le club qui s'est maintenu en D1 cette saison, le CS Alliance 01. Ces trois clubs vont former le Racing FC Union Luxembourg qui prend donc la place du CS Alliance 01 en première division.

### Repères historiques
- 1925 : fondation du club par fusion de l'US Hollerich Bonnevoie et de l'JS Verlorenkost
- 1962 : 1re participation à une Coupe d'Europe (C1, saison 1962/63)
- 2005 : fusion avec le Spora Luxembourg et le CS Alliance 01 pour former le Racing FC Union Luxembourg

## Bilan sportif

### Palmarès
- Championnat du Luxembourg (6)
  - Champion : 1927, 1962, 1971, 1990, 1991 et 1992
  - Vice-champion : 1922, 1948, 1963, 1964, 1965, 1966, 1973, 1993 et 1998

- Coupe du Luxembourg (10)
  - Vainqueur : 1947, 1959, 1963, 1964, 1969, 1970, 1986, 1989, 1991 et 1996
  - Finaliste : 1923, 1926, 1933, 1937, 1961, 1962, 1967, 1978, 1983 et 1997

### Bilan européen
Légende
- Victoire ou qualification pour le tour suivant
- Match nul
- Défaite ou élimination de la compétition

Note : dans les résultats ci-dessous, le score du club est toujours donné en premier.
| Saison    | Compétition                | Tour                | Club                   | Domicile            | Extérieur           | Total               |
| --------- | -------------------------- | ------------------- | ---------------------- | ------------------- | ------------------- | ------------------- |
| 1962-1963 | Coupe des clubs champions  | Seizièmes de finale | AC Milan               | 0 - 6               | 0 - 8               | 0 - 14              |
| 1963-1964 | Coupe des coupes           | Seizièmes de finale | Hambourg SV            | 2 - 3               | 0 - 4               | 2 - 7               |
| 1964-1965 | Coupe des coupes           | Seizièmes de finale | TSV 1860 Munich        | 0 - 4               | 0 - 6               | 0 - 10              |
| 1965-1966 | Coupe des villes de foires | 32es de finale      | FC Cologne             | 0 - 4               | 0 - 13              | 0 - 17              |
| 1966-1967 | Coupe des villes de foires | 32es de finale      | Royal Antwerp          | 0 - 1               | 0 - 1               | 0 - 2               |
| 1968-1969 | Coupe des villes de foires | 32es de finale      | Újpest Dózsa           | Défaite par abandon | Défaite par abandon | Défaite par abandon |
| 1969-1970 | Coupe des coupes           | Seizièmes de finale | Göztepe                | 2 - 3               | 0 - 3               | 2 - 6               |
| 1970-1971 | Coupe des coupes           | Seizièmes de finale | Göztepe                | 1 - 0               | 0 - 5               | 1 - 5               |
| 1971-1972 | Coupe des clubs champions  | Tour préliminaire   | Valence CF             | 0 - 1               | 1 - 3               | 1 - 4               |
| 1973-1974 | Coupe UEFA                 | 32es de finale      | Olympique de Marseille | 0 - 5               | 1 - 7               | 1 - 12              |
| 1978-1979 | Coupe des coupes           | Seizièmes de finale | FK Bodø/Glimt          | 1 - 0               | 1 - 4               | 2 - 4               |
| 1984-1985 | Coupe des coupes           | Seizièmes de finale | Trakia Plovdiv         | 1 - 1               | 0 - 4               | 1 - 5               |
| 1986-1987 | Coupe des coupes           | Seizièmes de finale | Olympiakos             | 0 - 3               | 0 - 3               | 0 - 6               |
| 1988-1989 | Coupe UEFA                 | 32es de finale      | RFC Liège              | 1 - 7               | 0 - 4               | 1 - 11              |
| 1989-1990 | Coupe des coupes           | Seizièmes de finale | Djurgårdens IF         | 0 - 0               | 0 - 5               | 0 - 5               |
| 1990-1991 | Coupe des clubs champions  | Seizièmes de finale | Dynamo Dresde          | 1 - 3               | 0 - 3               | 1 - 6               |
| 1991-1992 | Coupe des clubs champions  | Seizièmes de finale | Olympique de Marseille | 0 - 5               | 0 - 5               | 0 - 10              |
| 1992-1993 | Ligue des champions        | Seizièmes de finale | FC Porto               | 1 - 4               | 0 - 5               | 1 - 9               |
| 1993-1994 | Coupe UEFA                 | 32es de finale      | Boavista FC            | 0 - 1               | 0 - 4               | 0 - 5               |
| 1996-1997 | Coupe des coupes           | Seizièmes de finale | Varteks Varaždin       | 0 - 3               | 1 - 2               | 1 - 5               |
| 1997-1998 | Coupe des coupes           | Tour préliminaire   | NK Primorje            | 0 - 1               | 0 - 2               | 0 - 3               |
| 1998-1999 | Coupe UEFA                 | Premier tour Q      | IFK Göteborg           | 0 - 3               | 0 - 4               | 0 - 7               |
| 1999      | Coupe Intertoto            | Premier tour        | Vasas SC               | 1 - 3               | 0 - 4               | 1 - 7               |
| 2002      | Coupe Intertoto            | Premier tour        | Gloria Bistrița        | 0 - 0               | 0 - 2               | 0 - 2               |
| 2003      | Coupe Intertoto            | Premier tour        | Sutjeska Nikšić        | 1 - 1               | 0 - 3               | 1 - 4               |

## Anciens joueurs
- Nico Braun
- Stéphane Gillet
- Robby Langers
- Johny Léonard
- Jeff Saibene
- Tom Schnell
- Serge Thill
- Pierre Hoscheid

## Logo du club

Ancien logo
Jusqu'en 2005